# The Ex (banda)
The Ex é uma banda de jazz punk fundada em Amsterdã, Holanda em 1979, em meio a explosão punk. Inicialmente conhecidos como uma banda do movimento anarco-punk, eles lançaram mais de 20 álbuns de experimentos musicais e numerosas interações de punk e free jazz com estilos de música folk de todo o mundo.

## História
A música do The Ex's sofreu grande evolução desde o seu começo de banda punk rock. Fundada pelo vocalista Jos Kley (melhor conhecido como G.W. Sok), pelo guitarrista Terrie Hessels, pelo baterista Geurt e pelo baixista René, a banda debutou com a canção intitulada "Stupid Americans" no Utreg-Punx, coletânea em LP lançada pelo selo Rock Against Records em Roterdã. O lançamento de seu primeiro EP All Corpses Smell the Same foi em 1980. Durante os anos 1980, sua música foi desenvolvida por uma fórmula intricante que incluía música experimental, punk rock, post-punk e no wave inspirações.
Expandindo além do punk rock, The Ex tinha incorporado uma grande gama de influências, inclusive da música oriental e outras fontes que não remetem ao rock. Algumas incluíam canções folk húngaras e turcas, e mais recentemente, música da Etiópia, Congo e Eritreia (a canção de independência da Eritreia foi interpretada pelo The Ex no álbum de 2004 Turn). Outros exemplos de não-convencionalismo musical inclui o improvisado álbum duplo Instant e o projeto Ex Orkest, uma  big band reunida para performances no Holland Festival.
A banda já recebeu colaborações de diversos artistas, incluindo a banda anarquista Chumbawamba (às vezes usando o nome de Antidote), o Dog Faced Hermans(banda de um homem só, Andy Moor, toca guitarra no The Ex desde 1990) e do avant-garde violoncelista Tom Cora no começo dos anos 1990, resultando no álbum Scrabbling at the Lock (1991) e em seguida, And the Weathermen Shrug Their Shoulders (1993). O álbum In the Fishtank 5 (1999) foi feito com o Tortoise, e em In the Fishtank 9 (2001) eles receberam colaborações do Sonic Youth e dos improvisadores holandeses do Instant Composers Pool Orchestra (ICP).

### Mudanças na formação
Durante o começo dos anos 1980, The Ex passou por várias mudanças de formação desde sua origem de quarteto (G.W. Sok no vocal, Terrie na guitarra, Luc no baixo e Kat na bateria). No começo dos anos 1990, Andy chegou à banda em definitivo e tornou-se o segundo guitarrista. Em 2003 Luc deixou a banda após 19 anos. Foi substituído pela baixista Rozemarie Heggen. Em 2005 Heggen deixou a banda e Colin (fundador do Dog Faced Hermans) entrou na banda como baixista para gravações e turnês com o saxofonista etíope Getatchew Mekuria. Guitarristas Andy Moor e Terrie Hessels desde então gravaram as linhas de contrabaixo em guitarra barítona.

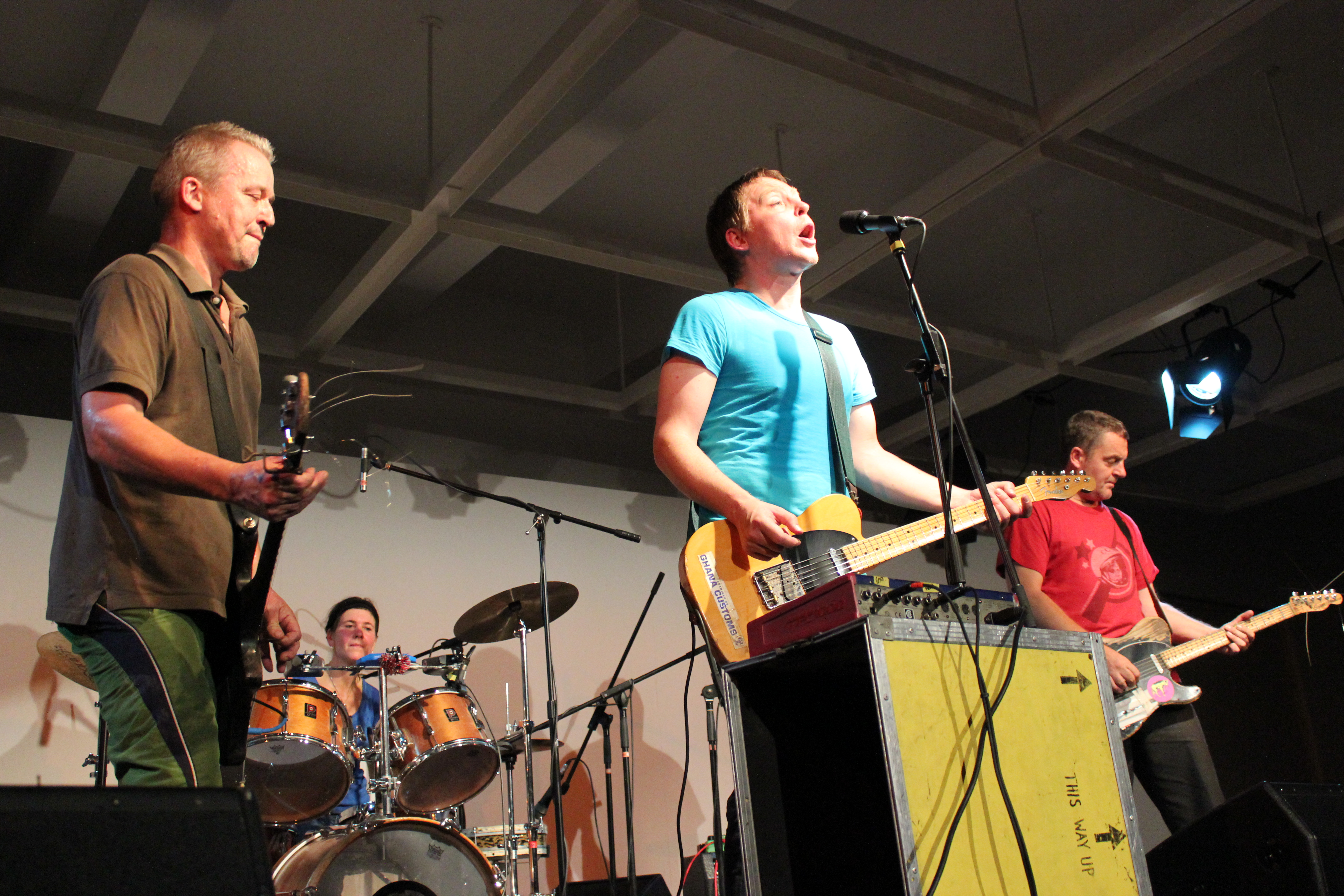
A banda em Coruña, 2012.

Em 2009, após 30 anos com a banda, o vocalista e co-fundador G.W. Sok anuncia sua saída da banda. Sok o fez, acreditava que tinha atingindo suficiente entusiasmo para ficar na banda, decidindo focar nos trabalhos de escritor e design gráfico. Ele queria continuar como "participante nas atividades do The Ex, de um modo ou outro". seu substituto foi Arnold de Boer da banda holandesa Zea. Além dos vocais, De Boer toca guitarra e utiliza samples no The Ex.

### Cinema e outros projetos
The Ex foi objeto de um documentário, Beautiful Frenzy (2004) por Christina Hallström e Mandra U. Wabäck. e o filme concerto Building a Broken Mousetrap (2006), dirigido por Jem Cohen. Em 2008 a banda também participou do film Roll Up Your Sleeves, dirigido por Dylan Haskins.
Em 2011 The Ex foi convidado por Caribou para tocar e co-curatelar o All Tomorrow's Parties, festival em Minehead, Inglaterra.

## Membros

### Atuais
- Terrie Hessels – guitarra, guitarra barítona (1979–presente)
- Katherina Bornefeld – bateria, vocals, percussão (1984–presente)
- Andy Moor – guitarra, guitarra barítona (1990–presente)
- Arnold de Boer – vocal, guitarra, samples (2009–presente)

### Ex-membros
- G.W. Sok – vocal (1979–2009)
- Geurt – bateria (1979–1981)
- René – baixo (1979–1980)
- Bas – baixo (1980–1983)
- Wim – bateria (1981–1982)
- Sabien – bateria (1982–1984)
- Luc – baixo (1983–2002)
- Yoke – baixo (1983–1985)
- John – vocal (1986–1987)
- Nicolette – guitarra (1987–1989)
- Colin – baixo (1993–1994, 2005)
- Han Buhrs – vocal (1995–1997)
- Han Bennink – bateria (1997)
- Rozemarie Heggen – baixo (2003–2005)
- Massimo Pupillo – baixo (2005)

## Discografia

### Discos de estúdio
- Disturbing Domestic Peace (1980)
- History Is What's Happening (1982)
- Tumult (1983)
- Blueprints for a Blackout (1984)
- Pokkeherrie (1985)
- Aural Guerrilla (1988)
- Joggers and Smoggers (1989)
- Mudbird Shivers (1995)
- Starters Alternators (1998)
- Dizzy Spells (2001)
- Turn (2004)
- Catch My Shoe (2011)
- 27 Passports (2018)

### Discos de colaboração
- Villa Zuid Moet Blijven (com Svatsox e De Groeten, 1981)
- The Red Dance Package (com Alerta, 1983)
- Enough Is Enough (com Awara, 1984)
- Support the Miners' Strike (com Zowiso e Morzelpronk, 1985)
- Pay No More Than 6 Fr. (com Svatsox, 1985)
- Destroy Fascism! (com Chumbawamba, 1987) (lançado sob o pseudônimo de Antidote)
- Treat (com Dog Faced Hermans, 1990)
- Keep on Hoppin'/Crap Rap (com The Mekons, 1990)
- 6.2 "Ceme Ryne"/"Millitan" (com Brader, 1991)
- Scrabbling at the Lock (com Tom Cora, 1991)
- 6.4 Bimhuis 29/06/91 (convidados, 1991)
- 6.5 "This Song Is in English" (com Kamagurka e Herr Seele, 1991)
- Live at the Bimhuis (convidados, 1992)
- And the Weathermen Shrug Their Shoulders (com Tom Cora, 1993)
- Instant (convidados, 1995)
- In the Fishtank 5 (com Tortoise, 1998)
- Een Rondje Holland (como Ex Orkest, 2001)
- In the Fishtank 9 (com Sonic Youth e Instant Composers Pool, 2002)
- Moa Anbessa (com Getatchew Mekurya e convidados, 2006)
- Y'Anbessaw Tezeta (com Getatchew Mekurya and Friends, 2012)

### EPs e singles
- All Corpses Smell the Same (1980)
- New Horizons in Retailing (1980)
- Live-Skive (1980)
- Weapons for El Salvador (1981)
- Dignity of Labour (1983)
- Gonna Rob the Spermbank (1983)
- 1936, The Spanish Revolution (1986, UK Indie No. 6)[7]
- "Rara Rap"/"Contempt" (1988)
- "Stonestampers Song"/"Lied Der Steinklopfer" (1990)
- Dead Fish (1990)
- 6.1 "Slimy Toad"/"Jake's Cake" (1991)
- 6.3 "Hidegen Fujnak A Szelek"/"She Said" (1991)
- 6.6 "Euroconfusion"/"Bird in the Hand" (1992)
- "Maybe I Was the Pilot"/"Our Leaky Homes" (2010)

### Compilações
- Hands Up! You're Free (1988)
- Ample (cassette, 1991)
- Ample 2 (cassette, 1995)
- Singles. Period. The Vinyl Years 1980–1990 (2005)
- 30 Years of The Ex (2009)

### Discos ao vivo
- Too Many Cowboys (1987)
- Antidote Live in Wroclaw (1987)